# Strada statale 33 (Polonia)
La strada statale 33 (sigla DK33, in polacco droga krajowa nr 33) è una strada statale polacca che attraversa il Paese da Kłodzko a Boboszów, per poi intersecarsi con la strada statale ceca 43 tramite il confine di Boboszów-Dolní Lipka.

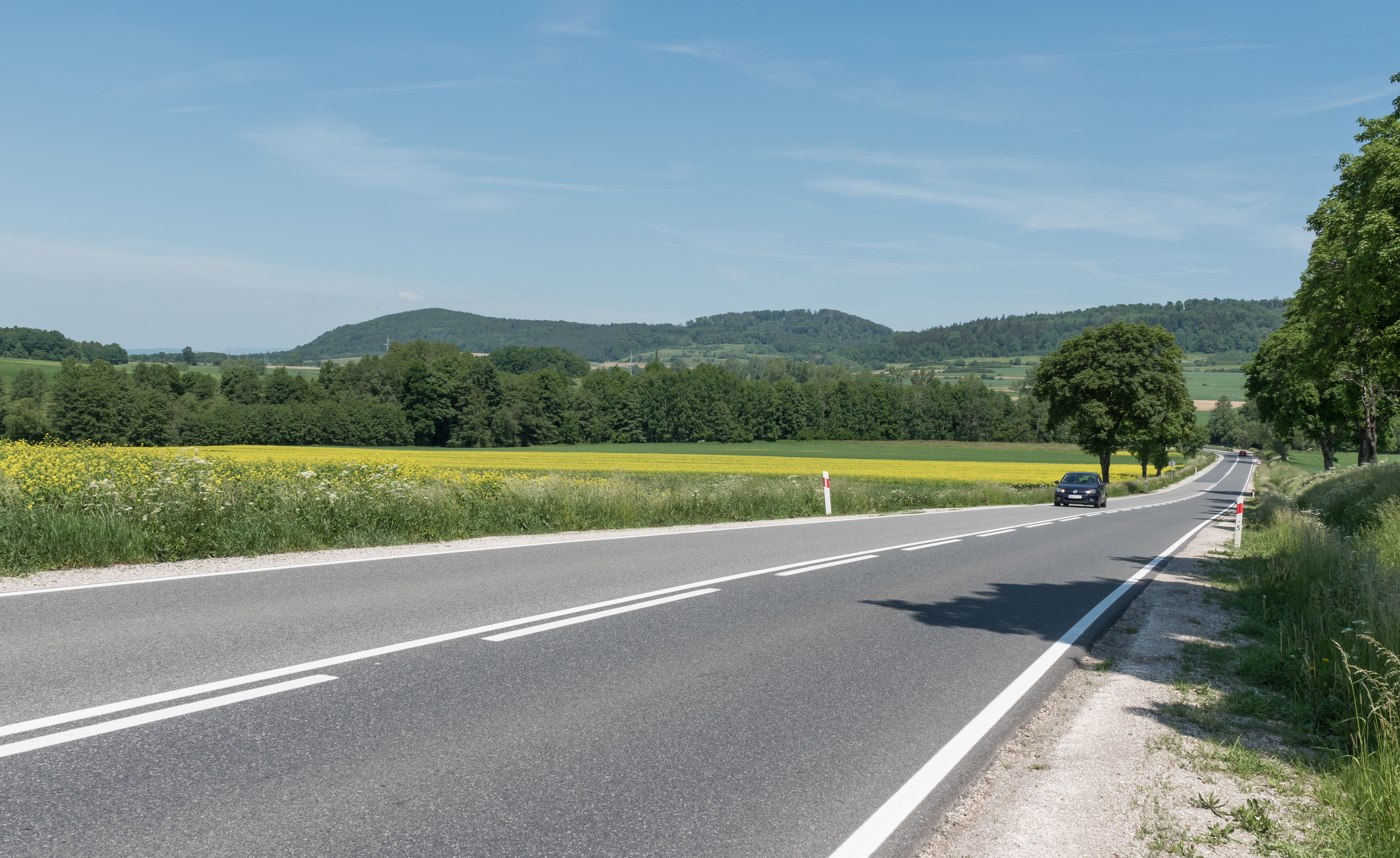
La strada statale 33 nei pressi di Zabłocie.